# 398
398（三百九十八、さんびゃくきゅうじゅうはち）は自然数、また整数において、397の次で399の前の数である。

## 性質
- 398は合成数であり、約数は 1, 2, 199, 398 である。
  - 約数の和は600。
- 126番目の半素数である。1つ前は395、次は403。
- 約数の和が398になる数は1個ある。(397) 約数の和1個で表せる81番目の数である。1つ前は396、次は400。
- 各位の和が20になる3番目の数である。1つ前は389、次は479。
  - 偶数という条件をつけると各位の和が20になる最小の数である。
- 異なる2つの素数の和6通りで表せる最大の数である。1つ前は332。(オンライン整数列大辞典の数列 A080862)
398 = 19 + 379 = 31 + 367 = 61 + 337 = 67 + 331 = 127 + 271 = 157 + 241
- 398 = 12 + 62 + 192 = 22 + 132 + 152 = 32 + 102 + 172 = 52 + 72 + 182 = 92 + 112 + 142
  - 3つの平方数の和5通りで表せる12番目の数である。1つ前は389、次は401。(オンライン整数列大辞典の数列 A025325)
  - 異なる3つの平方数の和5通りで表せる9番目の数である。1つ前は389、次は413。(オンライン整数列大辞典の数列 A025343)
- 398 = 13 + 33 + 33 + 73
  - 4つの正の数の立方数の和で表せる94番目の数である。1つ前は395、次は402。(オンライン整数列大辞典の数列 A003327)

## その他 398 に関連すること
- 西暦398年